# 女爵士
女爵士（Dame）是英國授勳及嘉獎制度中，相等於「爵士」之頭銜。所有取得爵級勳章，或從男爵爵位的英國及英聯邦女性人民，均可使用此頭銜。而這裡指的勳章則為巴斯勳章、聖米迦勒及聖喬治勳章、皇家維多利亞勳章和大英帝國勳章。另一方面，凡成為女從男爵之女性亦可取得「女爵士」頭銜，不過女性成為女從男爵的例子在歷史上可謂絕無僅有。
有別於「爵士」，女爵士的夫婿不可憑妻子獲取任何敬稱，但「爵士」之妻子則可稱為「爵士夫人」。

## 知名的女爵士
- 阿加莎·克里斯蒂—英國偵探小說作家
- 傑西卡·羅森—英國考古學家、漢學家
- 伊丽莎白·舒瓦兹科普夫—德裔英國歌劇女高音
- 瓊·蘇瑟蘭—澳洲歌劇女高音
- 凯瑟琳·蒂泽德—紐西蘭總督
- 西尔维亚·卡特赖特—紐西蘭總督
- 安娜·溫特—美國版《時尚》雜誌主編

### 香港
- 鄧蓮如—前行政立法兩局首席非官守議員，已在1990年成為女男爵
- 王䓪鳴—前房委會主席，1996年取得DBE勳銜，但沒有使用女爵士頭銜

## 外部連結
- 語源學（页面存档备份，存于）